# Josef Nuzík
Josef Nuzík (Strání, 25 luglio 1966) è un arcivescovo cattolico ceco, dal 9 febbraio 2024 arcivescovo metropolita di Olomouc.

## Biografia

### Formazione e ministero sacerdotale
Proviene da una famiglia di contadini, composta da quattro fratelli e sei sorelle. Dopo la laurea nel 1984, ha lavorato fino al maggio 1989 come tornitore, compiendo contemporaneamente anche due anni di servizio militare di base. Nell'autunno del 1989 ha iniziato a studiare alla facoltà di teologia Cirillo e Metodio di Praga e dopo un anno si è trasferito alla facoltà di teologia Cirillo e Metodio di Olomouc.
È stato ordinato presbitero a Olomouc dall'arcivescovo Jan Graubner il 17 giugno 1995.
Dal 1º luglio 2005 al 30 giugno 2009 ha ricoperto l'incarico di vicerettore del seminario sacerdotale di Olomouc, mentre dal 1º luglio 2009 è stato vicario generale dell'arcidiocesi di Olomouc. Il 28 settembre 2009 è stato anche nominato canonico del capitolo metropolitano di San Venceslao a Olomouc.

### Ministero episcopale
Il 5 luglio 2017 papa Francesco lo ha nominato vescovo ausiliare di Olomouc, assegnandogli la sede titolare di Castra di Galba. È stato consacrato vescovo il 14 ottobre successivo dall'arcivescovo di Olomouc Jan Graubner, co-consacranti il già vescovo ausiliare di Olomouc Josef Hrdlička e il vescovo di Brno Vojtěch Cikrle.
L'11 novembre 2021 viene ricevuto in udienza papale durante la visita ad limina svolta insieme agli altri presuli cechi. 
Il 4 luglio 2022, in seguito alla nomina di Jan Graubner ad arcivescovo di Praga, viene eletto amministratore diocesano di Olomouc, mentre il 9 febbraio 2024 viene nominato arcivescovo metropolita. Ha preso possesso dell'arcidiocesi il successivo 13 aprile.
Dal 29 aprile 2025 è presidente della Conferenza episcopale ceca.

## Posizioni teologiche, morali e sociali
Nel 2023, insieme ad altri vescovi e altri membri della Conferenza Episcopale Ceca, ha sostenuto il matrimonio e la famiglia come unione di un uomo e una donna e ha rifiutato di legalizzare il matrimonio delle coppie dello stesso sesso o di ratificare la Convenzione di Istanbul.

## Genealogia episcopale
La genealogia episcopale è:
- Cardinale Scipione Rebiba
- Cardinale Giulio Antonio Santori
- Cardinale Girolamo Bernerio, O.P.
- Arcivescovo Galeazzo Sanvitale
- Cardinale Ludovico Ludovisi
- Cardinale Luigi Caetani
- Cardinale Ulderico Carpegna
- Cardinale Paluzzo Paluzzi Altieri degli Albertoni
- Papa Benedetto XIII
- Papa Benedetto XIV
- Papa Clemente XIII
- Cardinale Marcantonio Colonna
- Cardinale Giacinto Sigismondo Gerdil, B.
- Cardinale Giulio Maria della Somaglia
- Cardinale Carlo Odescalchi, S.I.
- Cardinale Costantino Patrizi Naro
- Cardinale Lucido Maria Parocchi
- Papa Pio X
- Papa Benedetto XV
- Papa Pio XII
- Arcivescovo Saverio Ritter
- Cardinale Josef Beran
- Arcivescovo Josef Karel Matocha
- Cardinale František Tomášek
- Vescovo Antonín Liška, C.SS.R.
- Arcivescovo František Vaňák
- Arcivescovo Jan Graubner
- Arcivescovo Josef Nuzík

## Araldica

Stemma da vescovo ausiliare

D'azzurro, al giglio di giardino d'oro fogliato di sei pezzi dello stesso e fiorito di tre pezzi d'argento, nascente dal monte, accostato da due spighe di grano d'oro, fogliate di un pezzo al lato esterno e nascenti dal monte. Al monte di tre colli nascente dalla punta, scaccato d'argento e di rosso di 6 tiri e 3 file.
Ornamenti esteriori da vescovo.
Motto: Hlásat radostnou zvěst, corrispondente al latino Evangelium nuntiare.